# قرارداد مرزی ایران و ترکیه (۱۳۱۰)

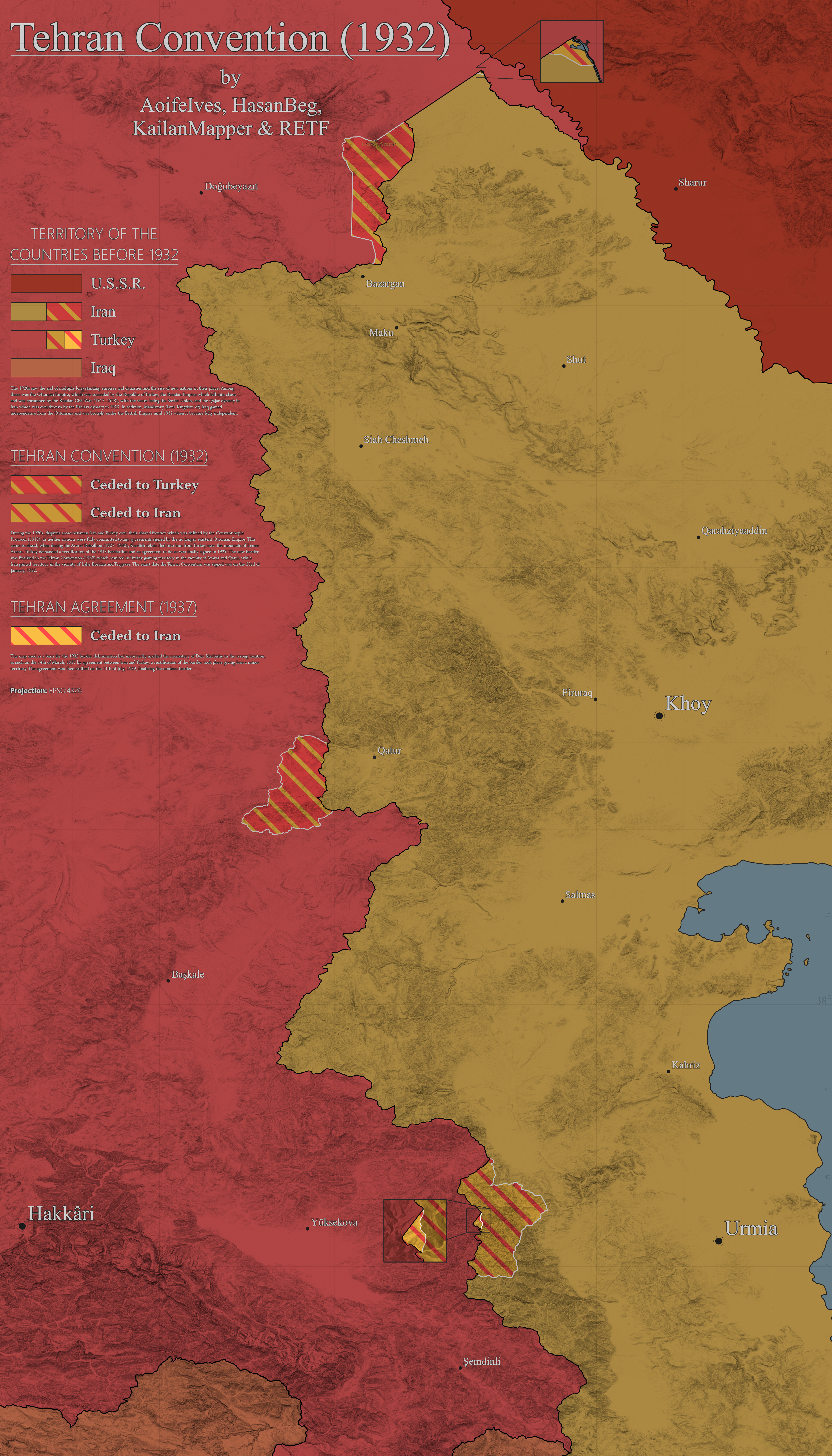

قرارداد تعیین خط سرحدی ایران و ترکیه (به فرانسوی: Accord relatif à la Fixation de la Ligne Frontière entre Perse et la Turquie) قراردادی امضا شده بین ایران و ترکیه در تهران در سال ۱۳۱۰ شمسی بود که تغییرات محدود ولی شایان توجهی را در خط مرزی ۱۹۱۴ دو کشور ایجاد کرد.
از اواخر دهه ۱۹۲۰ میلادی، تصادمات مرزی در مرز ایران و ترکیه با تناوب نگران کننده ای شروع شد. در سال ۱۹۲۷، سربازان ایرانی تا بایزید درون ترکیه پیش رفتند در حالی که ترکیه تا سال ۱۹۲۹ نواحی بزرگی را در شرق خط مرزی سال ۱۹۱۴ که مالکیت بر آنها را برای امنیت ملیش حیاتی می‌دید به اشغال خود درآورد. در سال ۱۹۲۹ ایران تهدید کرد تصویب عهدنامه ۱۹۲۶ ایران و ترکیه را تا زمان عقب‌نشینی سربازان ترک به پشت خط ۱۹۱۴ پس خواهد گرفت. مهم‌تر از آن ترکیه نسبت به به رسمیت شناختن الزامات عثمانی بی رغبت بود و مخصوصاً استدلال می‌ورزید که پروتکل ۱۹۱۳ قسطنطنیه در زمان ضعف ترکیه به آن تحمیل شده است. ایران نیز در اعتبار آن پروتکل و محدودیت‌های سرزمینی وضع کننده آن بر اراضی منتقل شده ذهاب و شط العرب در جنوب مناقشه می‌کرد. پس از یک سال و نیم مذاکره دو طرف در ۹ آوریل ۱۹۲۹ دو توافق مرزی امضا کردند. اولی خط مرزی ۱۹۱۴ را تأیید می‌کرد ولی پیش از اتخاذ هرگونه تصمیم در خصوص تعیین مرز دقیق در نواحی مرزی خواهان تشکیل یک کمیسیون مرزی برای ارزیابی بیشتر نواحی بولاک باشی، قصور، و دو دهکده کوچک در جنوب ناحیه مرزی به نام‌های سیرو و سرتاق می‌شد.
به موجب قرارداد دوم ک قرارداد ۱۳۱۰ تهران و به‌طور کلی به نفع ترکیه بود. خط مرزی در شمال به سوی شرق جابه‌جا شد تا کنترل کامل دو کوه آرارات کوچک و بزرگ را به ترکیه بدهد و در وسط نیز بین روستای ارمنی گوییربران و کتول داغ به سوی شرق جابه‌جا شد تا نود مایل مربع دیگر در قصبه قطور را به ترکیه بدهد. در جبران آن ایران نوار کوچکی از زمین در منتهی الیه شمالی منطقه مرزی در نزدیکی تالاب بورالان را دریافت کرد و در جنوب خط مرزی به سوی غرب جابه‌جا شد تا کنترل هشتاد مایل مربع دیگر بین باژرگه و کوتو داغ را به ایران بدهد. این قرارداد در دوم بهمن ماه ۱۳۱۰ شمسی / ۲۳ ژانویه ۱۹۳۲ میلادی به امضای محمدعلی فروغی وزیر امور خارجه ایران و توفیق رشدی‌بیک وزیر امور خارجه ترکیه رسید و سپس در سال ۱۳۱۱ در مجلس شورای ملی ایران به ریاست حسین دادگر تصویب شد.
ع
مصوبه مجلس ایران که به تأیید نخست‌وزیر دو کشور نیز رسید شامل حق مالکیت تام ایران برای استفاده از آبهای چشمه ثریا و چشمه‌های «سلپ» و قزلو و یارم‌قیه سفلی و مراتع واقعه در جنوب و مغرب خط سرحدی بوده است.
همچنین شش سال بعد پیمان سعدآباد برای احترام به مرزیهای همسایگان بین پادشاهی پهلوی ایران و کشورهای پادشاهی افغانستان، جمهوری ترکیه و پادشاهی عراق امضا گردید.
در توافق ۲۶ مه ۱۹۳۷ اصلاح کوچکی در خط مرزی ۱۳۱۰ شمسی به نفع ایران در محل ماربیشو در بخش شمالی مرز مابین باژرگه و کتول داغ انجام شد.
به عقیده محمدعلی بهمنی قاجار، ترکیه تلاش فراوانی داشت تا قرارداد مرزی جدید را جانشین عهدنامه ارزنه الروم و پروتکل اسلامبول کند تا آثار عهدنامه قارص میان شوروی و ترکیه به رسمیت شناخته شود و مناطق استراتژیکی از خاک ایران به ترکیه ملحق گردد. هر چند محمد علی فروغی وزیر خارجه وقت معتقد بود که ترکیه چشمداشتی به خاک ایران ندارد.

نمای سه بعدی از دو قله آرارات. آرارات کوچک جزو خاک ایران بود که توسط ترکیه تصرف شده و به ایران بازگشت داده نشد.

## زمینه

### مرز ترکیه و ارمنستان

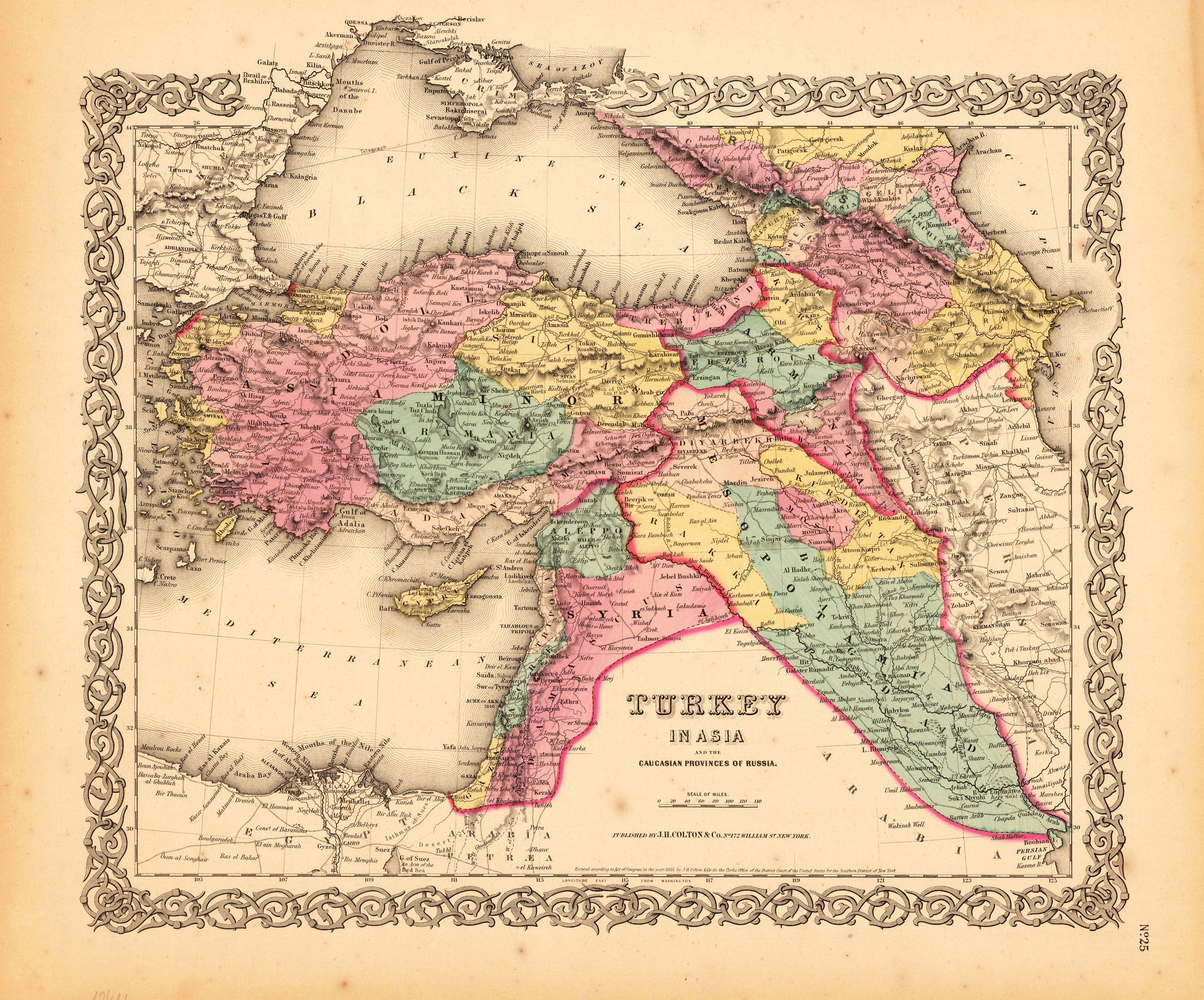
نقشه J.H. Colton از ترکیه در ۱۸۵۶ کوه‌های آرارات کوچک و بزرگ را درون ایران نشان می‌دهد

پس از سرنگونی حکومت تزاری در روسیه، بلشویک‌ها بر اساس پیمان برست-لیتوفسک در ۳ مارس ۱۹۱۸ تمامی اراضی ای را که روسیه پس از جنگ ۱۸۷۷–۷۸ روسیه-عثمانی به دست آورده بود را رها کردند. تا مه آن سال گرجستان، ارمنستان و آذربایجان جمهوری‌های مستقل تشکیل داده بودند و حالا دیگر مرز قبل از جنگ ۱۸۷۸ روسیه-عثمانی ترکیه، گرجستان و ارمنستان را از یکدیگر جدا می‌کرد. ترکیه فوراً به ارمنستان حمله کرد و جمهوری ارمنستان مجبور به امضای پیمان باتوم در ۴ ژوئن ۱۹۱۸ شد که باعث شد نیمی از اراضی خود از جمله نخجوان، شرور، سورمالو، و نیمی از اچمیادزین و الکساندروپول را به ترک‌ها ببازند. پایان جنگ جهانی اول و شکست قدرت‌های محور ترک‌ها را مجبور کرد به مرزهای ۱۹۱۴ برگردند و ارمنستان را قادر ساخت نه تنها اراضی از دست رفته اش را بازپس گیرد بلکه به درون استان قارص حرکت کند. معاهده سور و مرزهای ویلسون رئیس‌جمهور آمریکا برای یک دولت بزرگ ارمنی به جمهوری ارمنستان امید داد ولی ده روز بعد ترک‌ها و بلشویک‌ها با امضای پیمانی در مسکو تمامی معاهدات پیشین حکومت تزاری را ملغی کردند و از پذیرش معاهده سور سر باز زدند. ترک‌ها که از عدم مداخله شوروی و بی عملی اروپا اطمینان یافته بودند تا آخر سپتامبر به ارمنستان حمله کردند و تا میانه نوامبر همه اراضی از دست داده پیش از عقب‌نشینی شان در نوامبر ۱۹۱۸ را پس گرفتند. سرنگونی جمهوری کوتاه مدت ارمنستان و شوروی شدن ارمنستان در ۲ دسامبر ۱۹۲۰ یک بار دیگر مرزها بین ترکیه و ارمنستان را دستخوش تغییر کرد. روسیه و ترکیه با پیمان مسکو در ۱۶ مارس ۱۹۲۱ مرزهای امروزی روسیه و ترکیه را ترسیم کردند که در پیمان قارص در ۱۳ اکتبر ۱۹۲۱ مورد پذیرش ارمنستان، گرجستان و آذربایجان قرار گرفت. در این پیمان‌ها ترکیه در ازای بازگردانی آجارستان با بندر باتومی آن به گرجستان شوروی، بخش سومارلو (که از قبل در اشغال نیروهای ترک قرار داشت) را به دست آورد. علاوه بر این ترکیه بخش الکساندروپول اشغالی را به ارمنستان شوروی بازگرداند و به این شرط که نخجوان منطقه ای خودمختار تحت حاکمیت آذربایجان شوروی باشد و بی اجازه ترکیه به طرف دیگری (چون ارمنستان شوروی) واگذار نشود سربازانش را از شارور-نخجوان خارج کرد. بدین ترتیب ترکیه با ضمیمه کردن سومارلو و اطمینان از این که شارور بخشی از نخجوان می‌ماند، این نوار را که ترکیه را به شارور در نخجوان در کنترل آذربایجان متصل می‌کرد به دست آورد. مرز جدیدی بین ترکیه و اتحاد جماهیر شوروی سوسیالیستی ترسیم شد که تا به امروز مرز بین‌المللی ترکیه، ارمنستان و گرجستان است. دیپلمات‌های زیرک ترک انزوای ارمنستان را تضمین و به نخجوان آذربایجان دسترسی پیدا کردند. آنان امیدوار بودند منطقه زنگزور نیز بخشی از آذربایجان باشد، که به آنان یک راه باز زمینی به باکو می‌داد. در پی خیزش و اعتراضات عمده ارمنی‌ها، مسکو زنگزور را به ارمنستان داد و مناطق ارمنی نشین قره باغ کوهستانی را درون بومی داخل آذربایجان تعیین کرد. شوروی چند هفته پیش از پیمان مسکو در ۲۱ فوریه ۱۹۲۱ پیمان دوستی ای با ایران بست که گرچه مواد معینی از عهدنامه ترکمانچای را ملغی می‌کرد به از دست دادن اراضی ایران در سال ۱۸۲۸ نمی‌پرداخت. دودمان قاجار در این زمان در حال احتضار بود و مسایل مهمتری در مرزهایش با شوروی داشت.
مورخین بین‌المللی استدلال می‌کنند که اتحاد شوروی مالک بر حق نوار ارضی بین رود قره سوی علیا و رود ارس بود و آنها را به اشتباه به ترک‌ها در پیمان‌های مسکو و قارص واگذار کرد؛ شماری از نقشه‌های قرن هیجدهم این نوار را بخشی از حکومت ماکو و نه بخشی از ناحیه سورمالوی ایروان که امروزه در روسیه واقع شده را نشان می‌دهند.

### شورش آرارات
همزمان با سال‌های منتهی به قرارداد مرزی ایران و ترکیه که مصادف با فروپاشی امپراطوری عثمانی بود، عده‌ای از مردم ترکیه از جمله برخی سلطنت‌طلبان عثمانی و کردهای ترکیه با حمایت ارامنه یک جمهوری خودمختار در منطقه آرارات و هم‌مرز با ایران تشکیل دادند. دولت ترکیه اصرار داشت که از خاک ایران برای حمله به این جمهوری استفاده کند و تا آن زمان حاضر به حل اختلافات در نوار مرزی با ایران نبود و وعده حل اختلافات پس از همکاری ایران را می‌داد.

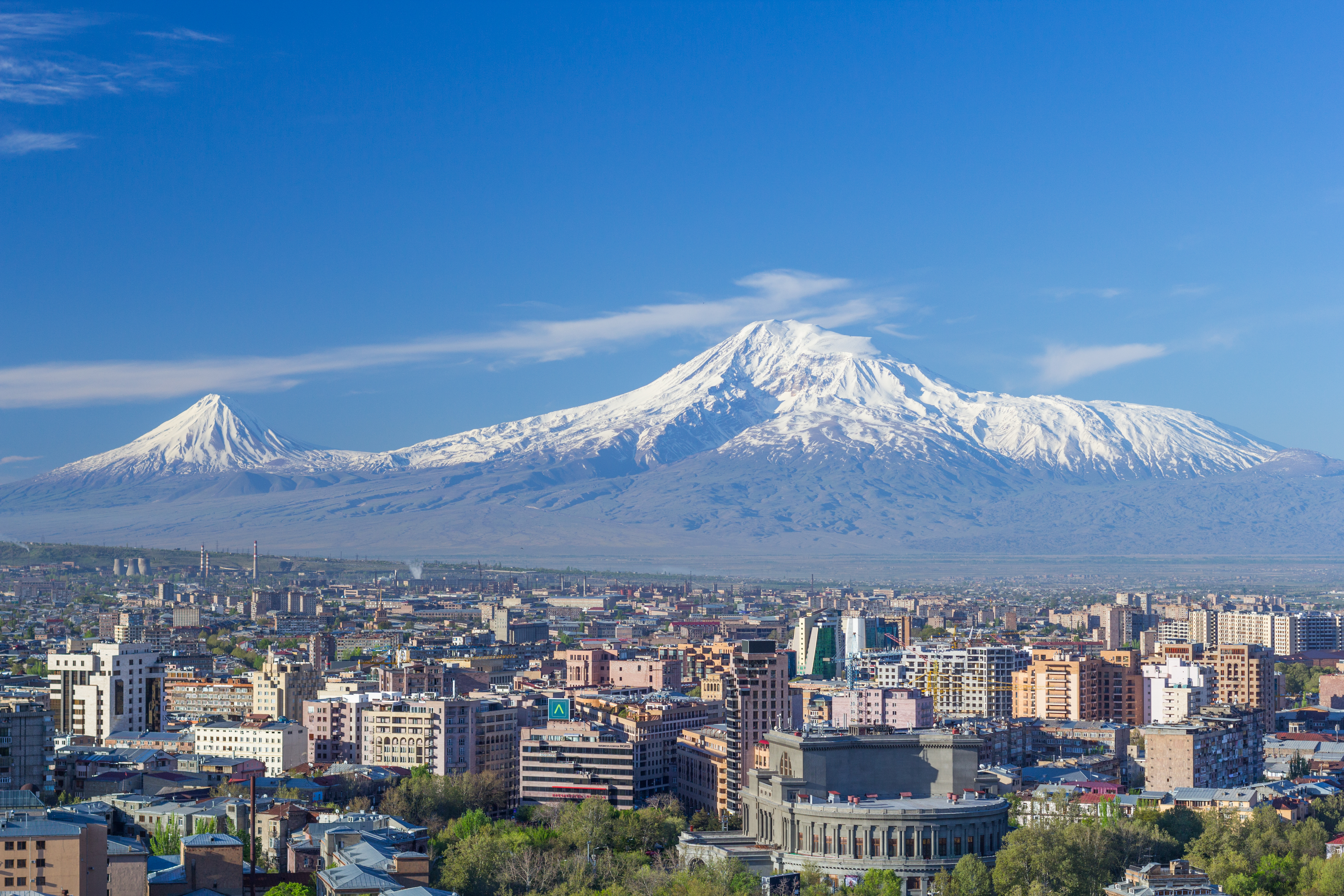
نمایی از کوه‌های آرارات از شهر ایروان. کوه آرارات کوچک در سمت چپ تصویر دیده می‌شود. ترکیه جهت سرکوب شورش آرارات با اجازه دولت ایران در شهریور ۱۳۰۹ وارد منطقه کوه آرارات کوچک شد و اما هیچ‌گاه آن را به ایران پس نداد و در ازای آن مناطق دیگری از خاک خود را به ایران واگذار کرد.

مقامات جمهوری آرارات مدعی حمایت از ایران بودند و سرهنگ ریاضی وابسته نظامی سفارت ایران در پاریس با دو تن از رهبران آنان روبن پاشا، از سران فرقه داشناکسیون و محمد علی بیگ وزیر کشور سابق عثمانی و از سلطنت‌طلبان آن کشور و مخالف مصطفی کمال پاشا دیدار و مواضع ایشان را جویا شد. در برخی دیدارها حسین علا سفیر ایران نیز حضور داشت. نمایندگان جمهوری آرارات معتقد بودند که دولت ترکیه برای جدا کردن آذربایجان از ایران برنامه دارد. به اعتقاد آنان، ایجاد ایالت «آذربایجان» نامی در شوروی و سپس ملحق کردن نخجوان به این ایالت از برنامه‌های ترکیه بوده است که به شوروی در قرارداد قارص القا شده. ریاضی در گزارش خود معتقد است که ارامنه صمیمیت بیشتری نسبت به دیگر اعضای جمهوری آرارات نسبت به ایران داشتند. روبن پاشا به ریاضی اظهار کرده بود که ترکیه قوای فراوانی به مرز ایران گسیل داشته است. حمایت از شورش آرارات در میان روشنفکران و مطبوعات ایران نیز طرفدارانی داشت. جمهوری آرارات تا پیش از همکاری ایران با ترکیه به دغدغه‌های امنیتی ایران احترام گذاشته و از جمله درخواست عضویت سیمیتقو در خویبون را رد می‌کردند.
محمود افشار و اعتلا الملک خلعتبری از جمله نویسندگان ایران حامی حمایت ایران از شورش آرارات بودند. با اینکه ایران به حمایت عملی از شورش آرارات نپرداخت و نهایتاً با ترکیه همکاری کرد، انوشیروان سپهبدی (از وزاری خارجه و دیپلمات‌های دوره پهلوی) در خاطرات خود به نقل از توفیق رشدی بیک وزیر خارجه ترکیه که با وی رفاقت داشته، نقل می‌کند که در همان سال‌ها که احمد شاه قاجار ایران را به مقصد پاریس ترک کرده بود، از سوی کمال پاشا آتاترک مأمور می‌شود که در پاریس با وی دیدار کند: «آتاترک نظر به اینکه سلسله قاجاریه از نژاد ترک بودند، خیلی مایل بود که احمدشاه کارش خراب نشود و در سلطنت مستقر باشند. آن زمان احمدشاه در فرنگستان بود، به او پیغام دادم که بروم و با احمدشاه ملاقات کنم و از او بخواهم که زودتر تا کار خراب نشده، به ایران مراجعت کند. من پاریس رفتم و به احمدشاه که آن زمان در نیس بود، تلگرف کردم که از طرف آتاترک پیغام فوری دارم. احمد جواب داد که من چند روز دیگر به لوزان می‌روم و منتظر هستم که در آنجا شما را ملاقات کنم. من در آن روز به لوزان رفتم و در لوزان پالاس که احمدشاه در آنجا منزل داشت، رفتم و مرا در روز موعود پذیرفت، آقایان ارفع‌الدوله و عمو کهن وزیر مختار ایران در پاریس حضور داشتند و مذاکرات ما شروع شد. تمام مذاکرات به زبان ترکی بود، چون هر شش نفر مثل یک نفر ترک، ترکی صحبت می‌کردند. گفتم آتاترک به شما سلام می‌رسانند و خیلی آرزو دارد که هرچه زودتر اعلیحضرت به ایران مراجعت فرمایند چون تصوّر می‌کند که اقامت فوق‌العاده اعلیحضرت در فرنگستان و اوضاعی که امروز در آنجا پیش آماده، ممکن است باعث زحمت زیاد بشود. احمدشاه جواب داد خودم خیال دارم به همین زودی مراجعت کنم- گفتم آتاترک مایل است اعلیحضرت از راه آنکارا به ایران مراجعت فرمایند؛ گفت بسیار خوب. در این موقع که صحبت به اینجا رسیده بود، اضافه کردم که آتاترک حاضر است یک سپاه (Corps d'arme) قشون همراه اعلیحضرت بکند که در رکاب اعلیحضرت به تهران بیایند و مخالفان سلطنت را دور بکنند و پس از آنکه وضع به حال عادی برگشت، آنوقت اعلیحضرت قشونی را که در رکاب آمده‌اند، مرخص فرمایند. دیدم اینجا چهره احمدشاه تغییر کرد، گفت من ترکی شما را نمی‌فهمم، در صورتی‌که تا به حال تمام صحبت ما با ترکی به خوبی پیش می‌رفت، مجبور شدم مطلب بالا را فوراً به فرانسه تکرار کنم - احمدشاه متغیر شد، گفت «به آتاترک بگویید هیچ‌وقت پادشاه ایران با قشون اجنبی به کشور خودش نخواهد رفت.» فوراً گفت‌وگو را خاتمه دادم و از اتاق بیرون رفت. رشدی اینجا اضافه کرد؛ «پس از این جواب و ردّ سخت احمدشاه بود که آتاترک اعلامیه مشهور خود را بر له رضا خان داد.»
نهایتاً دولت ایران در سال ۱۳۰۹ به ارتش ترکیه اجازه داد که وارد خاک ایران گردیده و از پشت به نیروهای شورشی آرارات حمله کند. پس از بیست روز ترکیه این نیروها را سرکوب کرد. تعدادی از نیروهای کرد به خاک ایران گریختند و آشوب به خاک ایران کشیده شد که نهایتاً توسط نیروهای نظامی ایران خاتمه یافت و دولت ایران به فرمانده آنان احسان نوری پاشا پناهندگی داد. ارتش ترکیه پس از ورود به ایران ۸۰۰ کیلومتر از خاک ایران شامل مناطق آیوبیگ شیله، توژیک، سلطان تپه و قله آرارات کوچک (آغری) را اشغال کرد.
سرتیپ عبدالرضا افخم ابراهیمی که به دلیل پایمردی در دفاع از خاک ایران متهم به تخلف گردیده و برکنار شده بود، پیش از این در تلگراف خود به مرکز یکسال پیش از همکاری ایران با ترکیه پیش‌بینی کرده بود که ترکیه تنها به استفاده از یک «راه» برای حمله به شورشیان آرارات اکتفا نکرده و کل آن منطقه را متعلق به خود می‌داند.
رحمت‌الله معتمدی نماینده وزارت خارجه ایران در کمیسیون مشترک مرزی ایران و ترکیه برای تعیین مرز دو کشور پس از خلف وعده ترکیه در خارج شدن از آرارات می‌نویسد: «از قرار یاور میر حسین خان هاشمی قوای دولت ترکیه در «توژیک» و «کوه سلپ» و «دره قوزلو»، مشغول ساختن نظامیه هستند. حقیقا دولت ترکیه به هیچ عهد و پیمان مقید نیست. این بدقولی و غیرحق‌گویی دولت مشار الیه مورد تنفر عموم ایران و ایرانیان است. در هر موقع که دولت ایران نسبت به دولت مزبور حسن مساعدت نشان داده و ابراز صمیمیت و مودت کرده است، نتیجه بالعکس شده» است.

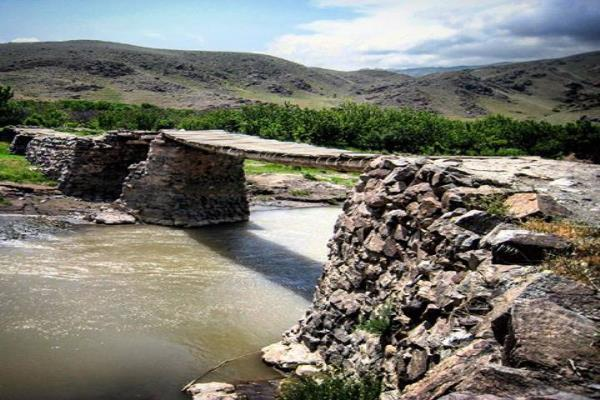
رودخانه قرسو. این رود از آرارات شروع و به ارس ختم می‌شود.

### حمله ترکیه به خاک ایران
از دیگر رویدادها منتهی به قرارداد؛ حمله ترکیه به خاک ایران در ۱۳۰۸ (دو سال پیش از امضای قرارداد مرزی) است. در مرداد ۱۳۰۸ عشایر ترکیه با کمک ارتش این کشور با حمله مرز ایران مناطقی را اشغال می‌کنند و ارتش ترکیه از عشیره ایرانی خلیکانلو می‌خواهد که مناطقی از مرز را به سمت داخل ایران ترک کند. همچنین هواپیماهای ارتش ترکیه ۸۰ بمب به خاک ایران در منطقه آواجیق پرتاب کرده و ۲۰ شهریور همان سال، حمله گسترده‌تری توسط عشایر و ارتش ترکیه به خاک ایران روی می‌دهد که توسط نیروهای نظامی ایران دفع و نیروهای ترکیه وادار به خروج از خاک ایران می‌گردند. اقدامات ترکیه در راستای تحت فشار گذاردن ایران برای همکاری جهت سرکوب شورش آرارات ارزیابی می‌گردد.

### منطقه قره‌سو
منطقه قره‌سو که در این قرارداد تعیین تکلیف شد که از اهمیت استراتژیک بالایی برخوردار بود و از سال‌ها پیش محل منازعه ایران، روسیه تزاری و عثمانی بود، زیرا امکان اتصال به قفقاز و ارمنستان را فراهم می‌آورد. منطقه قره سو بنا به برداشت اقبال‌السلطنه ماکویی حاکم ایرانی منطقه، برخلاف عهدنامه ترکمانچای توسط روسیه تزاری از خاک ایران جدا شده بود و در قرارداد دوستی شوروی و ترکیه (عهدنامه قارص در شهریور ۱۳۰۰) از سوی شوروی به ترکیه واگذار گردید و ترکیه را با نخجوان هم‌مرز کرد. از همان زمان اقبال السلطنه در مکاتبات خود با مرکز خواستار اعمال حاکمیت ایران بر این منطقه شد و چند بار نیز شخصاً در این باره اقدام کرد. همچنین ایل جلالی نیز در این منطقه ساکن بودند. به اظهار اقبال السلطنه (حاکم ایرانی منطقه) شوروی در قرارداد دوستی با ترکیه، منطقه ایگدیر را به ترکیه واگذار می‌کند و ترکیه نیز مدعی است که آرالیق جزیی از ایگدیر و قره‌سو نیز یکی از محال آرالیق است و بدین ترتیب مدعی مالکیت بر آن است. ترکیه در ۱۳۰۲ در ادامه ادعاهای خود پیرامون مرز ایران «پاسگاه بلاغ باشی» را به اشغال خود درآورده بود. با درگذشت اقبال السلطنه ماکویی دولت ایران سلطان حسن خان جلیلوند را به ایلخانی عشایر ماکو منصوب می‌کند. هرچند وی از توانایی، سابقه آگاهی و نفوذ اقبال السلطنه برخوردار نیست. رضا شاه در دی ماه ۱۳۰۲ به عبدالله خان امیر طهماسبی امیر لشکر شمال غرب دستور می‌دهد که «قره سو را از دست ندهید»
اما در اسفند همان سال در نامه به طهماسبی از وی می‌خواهد اگر مدارک صحیحی از مالکیت ایران بر قره‌سو دارد اطلاع دهد اما اذعان می‌کند که این قریه از زمان عهدنامه ترکمنچای متعلق به روسیه بوده است. محمد علی بهمنی قاجار نویسنده کتاب «تمامیت ارضی ایران در دوره پهلوی» این نامه را دستور ضمنی رضاشاه به مختومه شدن این موضوع تعبیر کرده است.

## امضای قرارداد

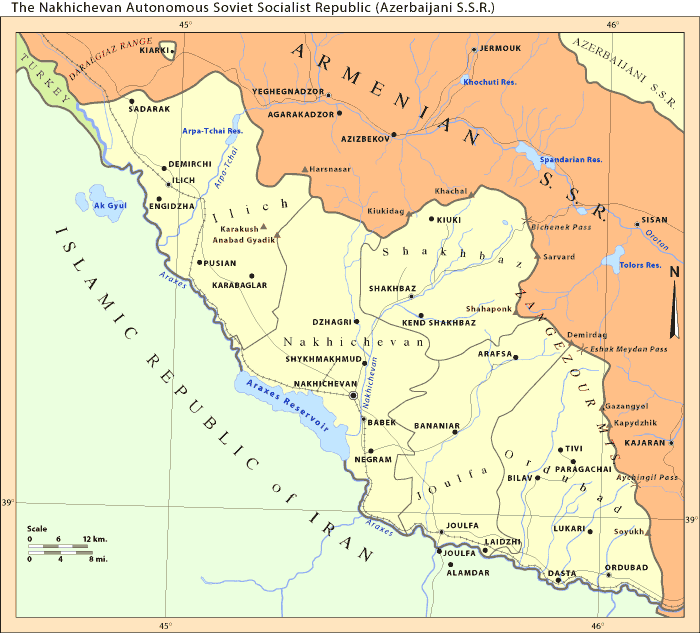
نقشه مرز ایران با نخجوان. بخشی از دالان کم‌عرض و سبزرنگی که در سمت چپ نقشه دیده می‌شود و ترکیه را به نخجوان متصل کرده است؛ موقعیت تقریبی دالان قره‌سو است.

سر انجام «قرارداد راجع به تعیین خط سرحدی بین ایران و ترکیه» در تاریخ ۲ بهمن ۱۳۱۰ در تهران به امضای وزرای امور خارجه دو کشور رسید. ایران اراضی ای را در غرب دریاچه ارومیه پیرامون قطور واگذار کرد و نواری در نزدیکی باژرگه به ایران واگذار شد. در این تبادل اراضی ترکیه کنترل کامل آرارات کوچک و دشت آغری داغ را به دست آورد.
نقشه برداران دو طرف در ژوئن آن سال شروع به کار کردند. شماری از دیپلمات‌های ایرانی اعتراض کردند و به ارزش استراتژیک منطقه پیرامون آرارات کوچک برای دفاع از خوی و تبریز اشاره کردند. علاوه بر این برخی اعضای کمیسیون یک بار دیگر ذکر کردند که ایران از امضاکنندگان عهدنامه قارص نیست و لازم نیست آن را بپذیرد. علاوه بر این عهدنامه ترکمانچای گنگ است و باید در کرانه شرقی رود قره سوی علیا از ارالوخ به بورالان اراضی ای به ایران واگذار شود. اعتراضات ایران علامت گذاری نهایی مرزی را تا پایان تابستان ۱۹۳۴ و در جریان و پس از سفر رضاشاه به ترکیه و دیدار او با آتاتورک به تعویق انداخت. رضاشاه که در ابتدا موافق حفظ نوار کناری رود قره سوی سفلی بود، به دیپلمات‌ها دستور داد دست از مخالفت بردارند و با خواسته‌های ترکیه موافقت کنند. گزارش شده که او گفته «این جزئیات اهمیت ندارد… خواستار آنم که دشمنی و رقابت گذشته مابین ایران و ترکیه پایان یابد. ما دو کشور شرقی باید با هم متحد شویم. اگر ترک‌ها با ما باشند، ما از روس‌ها یا انگلیسی‌ها نمی‌ترسیم.»
در سال ۱۹۳۷، اصلاح کوچکی در نزدیکی میرابشو به نفع ایران انجام شد و در پیمان سعدآباد گنجانده شد.

## مناطق جداشده از ایران طبق این قرارداد
خط مرزی که بر اساس آن در ازای جدای یک سوم آرارات کوچک، نزدیک به ۸۰۰ کیلومتر مربع از خاک ترکیه را به ایران واگذار کرد؛ همچنین از ادعای مالکیت واهی ایران بر منطقه قره‌سو نیز که در آغاز دهه ۱۳۰۰ خورشیدی توسط اقبال السلطنه ماکویی تعقیب می‌گردید، دست برداشت.
متقابلاً منطقه قطور به ایران واگذار گردید. همچنین در منابع تاریخی گفته می‌شود آرارات کوچک از ایران تجزیه نشده است بلکه ایران آن منطقه را با منطقه قطور مبادله کرده است. از این منابع می‌توان به یکی از نوشته‌های محمد علی بهمنی قاجار در کتاب تمامیت ارضی ایران در دوره پهلوی اشاره داشت.

## تبعات
اتحاد شوروی مخالفتی با تغییرات مرزی بین ترکیه و ایران نکرد. ترکیه با داشتن مرز مشترک با نخجوان، که اکنون بخشی از جمهوری آذربایجان شده بود، پلی بر روی رود ارس ساخت و بزرگراهی در گذرگاه باریک جداکننده ایران از رود ارس ساخت. هم‌اکنون جاده آغری-نخجوان (E99) به بزرگراه ام۷ در نخجوان متصل است. ترکیه توافقنامه‌های گمرکی برقرار کرده و نشان داده از نخجوان در برابر هر متجاوزی دفاع خواهد کرد.
جدا شدن دالان قره‌سو از ایران و الحاق آن به ترکیه، باعث متصل شدن ترکیه به نخجوان گردید. یک قرن بعد، در سال‌های ۲۰۲۳ ترکیه و جمهوری آذربایجان، تلاش سیاسی و نظامی وسیعی را برای تصرف استان سیونیک ارمنستان آغاز کردند تا به اتصال قره‌سو به سیونیک؛ ترکیه از طریق دالانی که آن را دالان زنگزور می‌نامند، به دریای خزر (کاسپی) متصل شده و ارتباط ایران با قفقاز قطع گردد. برخی از تحلیلگران ایران، خواستار بازگشت این دالان به خاک ایران شدند. احمد کاظمی (کارشناس پژوهشگر ارشد حقوق بین‌الملل و اورآسیا) معتقد است که ترکیه به‌طور خزنده در پی الحاق منطقه نخجوان به خاک خود است. ترکیه در گذشته نیز سابقه تحرکاتی برای اشغال نخجوان را داشته است. در ۱۲۹۶ به مدت ۲ سال لشکر ۹ ترکیه با اشغال نخجوان موجودیتی بنام جمهوری ارس که بیش از ۲ سال دوام نداشت. ترکیه به دنبال آن بود که از الحاق نخجوان به ایران خودداری کند. ترکیه در پیمان الکساندراپول، ارمنستان را وادار کرد تا نخجوان از ارمنستان جدا و به آذربایجان ملحق کند.
بهرام امیراحمدیان، تحلیلگر سیاست خارجی، معتقد است که ایران می‌تواند پیرامون پس گرفتن قره‌سو از ترکیه فعالیت کند. این منطقه از اهمیت استراتژیک بالایی برخوردار بود و از سال‌ها پیش محل منازعه ایران، امپراتوری روسیه و عثمانی بود زیرا امکان اتصال به قفقاز و ارمنستان را فراهم می‌آورد- ایران می‌تواند بگوید که پیش از انقلاب بلشویکی، ما با روسیه معاهداتی را در رابطه با ترکمن‌چای و گلستان داشتیم؛ یعنی می‌توان در این زمینه ادعاهایی مطرح و دعوی حقوقی پیرامون آن را دوباره زنده کند. با این روش می‌تواند مرز مشترک ترکیه با نخجوان را به چالش بکشد.
حسن بهشتی‌پور نیز پیرامون آسیب‌های جدا شدن منطقه استراتژیک قره‌سو از ایران و برنامه‌های آتی ترکیه می‌گوید:
«ترکیه دارای مرز مشترکی با نخجوان به طول۱۰ کیلومتر است که در منطقه قره‌سو واقع است. این منطقه در دوران حکومت پهلوی (رضا خان) به ترکیه بخشیده شده بود و حالا آذربایجان و ترکیه در صدد هستند که منطقه مذکور را که استان سیونیک نامیده می‌شود (ارمنی‌ها آن را به این نام می‌خوانند و ما به آن مِغری می‌گوییم، چرا که یکی از شهرهای مرزی ما همین نام را دارد) را به نخجوان وصل کنند و در واقع یک پیوستگی سرزمینی میان نخجوان و آذربایجان و ترکیه، ترکمنستان، ازبکستان، استان سین کیانگ (چین) که ترکستان شرقی هم نامیده می‌شود و اورغورها به وجود بیاورند. آن را هم عمق استراتژیک نامیده‌اند. می‌گویند عمق استراتژیک ترکیه این است که بتواند در نخجوان حضور خود را گسترش دهد و از طریق خاک کنونی ارمنستان، پیوستگی سرزمینی با آذربایجان ایجاد کند و از آنجا به مناطقی که اشاره شد برود.» وی معتقد است که تلاش ترکیه به همین‌جا محدود نمی‌شود و ترکیه با فریب بزرگ مردم استان‌های آذری‌نشین ایران، در پی تجزیه کشور ایران است.